# Canal de Stratford-upon-Avon

El canal de Stratford-upon-Avon (nombre original en inglés: Stratford-upon-Avon Canal) es un cauce artificial localizado en el sur de las Midlands, en Inglaterra. Construido entre 1793 y 1816, tiene una longitud total de 25,5 millas (41,0 km) y consta de dos tramos. La línea divisoria que delimita los dos tramos está en Kingswood Junction, donde se conecta con el Grand Union Canal. Tras la adquisición por parte de una empresa ferroviaria en 1856, el canal inició un lento declive, de manera que la sección sur no era navegable en 1945, aunque la sección norte estaba algo mejor.
La sección norte fue el escenario de una intensa campaña por parte de la incipiente Inland Waterways Association en 1947, que involucró el derecho de navegación debajo del puente de Tunnel Lane, lo que requirió que el Great Western Railway tuviera que levantar la rasante de la estructura para permitir el paso de los barcos. Estas acciones salvaron la sección del canal de su cierre definitivo. La sección sur fue administrada por el National Trust desde 1959, siendo restaurada por David Hutchings y la Stratford Canal Society entre 1961 y 1964, después de que se frustró un intento de cerrarla. El canal rehabilitado fue reabierto por la reina madre Isabel Bowes-Lyon, siendo asignada su gestión a British Waterways en 1988.

## Ruta

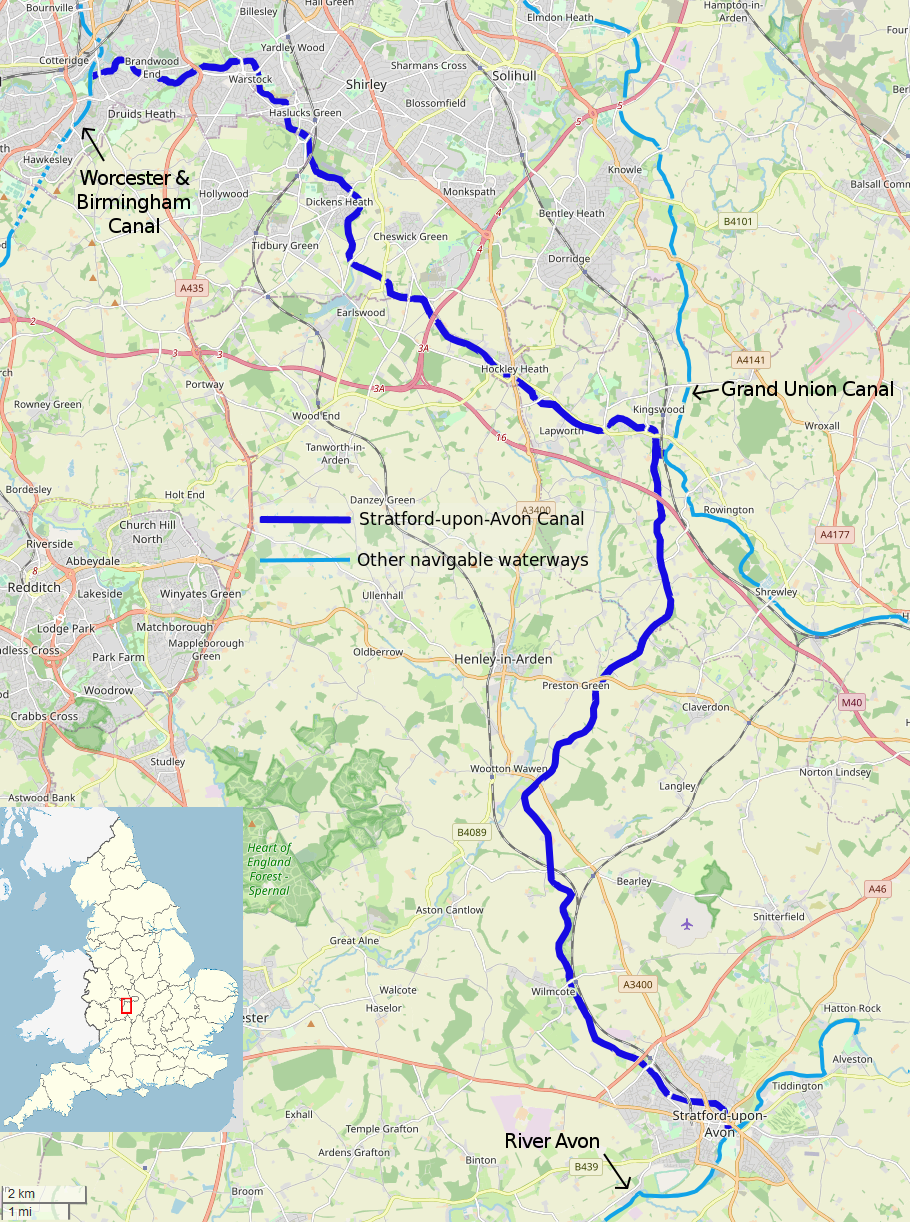
Mapa con el recorrido del canal

El canal de Stratford-upon-Avon conecta el canal de Worcester y Birmingham en Kings Norton con el río Avon en Stratford-upon-Avon, en Warwickshire. Consta de dos tramos, divididos por un desvío que lo conecta con el Grand Union Canal. La sección norte, desde Kings Norton en los suburbios de Birmingham hasta Lapworth, está nivelada en sus primeras 10,8 millas (17,4 km) de acuerdo con la cota de referencia de Birmingham, que se halla a una altitud de 453 pies (138,1 m) sobre el nivel del mar. Pero a continuación desciende bastante rápido a través del tramo de 18 esclusas de Lapworth, para llegar al cruce. Existe la posibilidad de navegar hacia el canal Grand Union a través de dos esclusas situadas una al lado de la otra (una en la línea principal del canal y otra en un ramal), pero un canal une los extremos inferiores de ambas esclusas. El cruce está casi exactamente a la mitad del canal.
La sección sur continúa el descenso con las siete esclusas finales de Lapworth, pasando por debajo de la Autopista M40 justo antes de la última. Las esclusas están estrechamente espaciadas hasta que se alcanzan las de Preston Bagot, después de lo cual hay una sección de 6 millas (9,7 km) con una sola esclusa en el medio. Esta sección casi nivelada contiene dos de los tres acueductos de hierro del canal. La navegación se ve interrumpida por el tramo de once esclusas de Wilmcote concentradas en poco más de una milla (1,6 km), poco después de lo cual el canal llega a Stratford-upon-Avon.
En la ruta de 25,5 millas (41,0 km) del canal, hay un total de 54 esclusas estrechas. Cerca de King's Norton Junction hay una esclusa de retención en desuso, que solía evitar que el canal tomara agua del canal de Worcester y Birmingham cuando eran de propiedad separada, pero en la actualidad se mantiene abierta permanentemente. Es inusual que conste de dos compuertas de guillotina hechas de madera. Cuando estaban en funcionamiento, se movían verticalmente sobre unos bastidores de hierro, y disponían de contrapesos para facilitar su accionamiento. Una esclusa para barcazas conecta la cuenca terminal (Bancroft Basin) con el río Avon.
Los denominados lagos de Earlswood son tres embalses alimentadores del canal, que se construyeron entre 1821 y 1822. Tienen una capacidad total de 210 millones de galones (950 megalitros (Ml)), y constan de tres grandes estanques separados (Terry's, Engine y Windmill Pool), formados por terraplenes de tierra. Hasta 1936 el agua era bombeada al alimentador por un motor de balancín, cuya casa de máquinas aún se puede ver. El alimentador era navegable para que los barcos de carbón llegaran a la casa de máquinas y ahora se usa para amarres.

## Características
Desde Kings Norton Junction en el extremo norte, el canal pasa inmediatamente por la inusual esclusa de King's Norton Stop, la única esclusa de guillotina del canal.
Unos 3/4 de milla (1,2 km) más adelante se encuentra el único túnel en el canal, en Brandwood. Tiene una longitud de 352 yardas (321,9 m) y, como muchos túneles de canales, no tiene camino de sirga, de forma que los caballos superaban la colina por un camino, y las barcazas se arrastraban manualmente a través del túnel utilizando pasamanos fijados a la pared del túnel, que todavía se pueden ver parcialmente.
En las afueras de Shirley, el acueducto de Major's Green (construido con ladrillos) lleva el canal 10 m por encima de Aqueduct Road y del río Cole.
270 yardas (246,9 m) más al sur se encuentra el puente levadizo de Shirley (en la actualidad, operado eléctricamente) que lleva a Drawbridge Road sobre el canal. Normalmente está cerrado y se puede abrir con una llave que controla British Waterways. La sección norte también tiene un puente giratorio (el número 2, que normalmente se deja abierto), un puente levadizo (el número 28) y otro puente levadizo (el número 26), todos operados manualmente.
|  |  |  |

En la sección sur, otros elementos interesantes característicos del canal incluyen las singulares cabañas del encargado de la esclusa con techo de barril que se encuentran al sur de Kingswood Junction. Todas menos dos de ellas han quedado absorbidas por operaciones sobre el canal posteriores a su inauguración, pero las de las esclusas 28 y 31 todavía se encuentran en un estado similar al original, y no cuentan con suministro eléctrico ni con agua corriente.
Muchos de los pasos de reposición de accesos situados al sur de Kingswood Junction son puentes de camino de sirga de fundición de hierro, con una ranura central para acomodar la cuerda de remolque de las barcazas arrastradas por caballos.
La sección sur del canal pasa sobre tres acueductos también de fundición, inusuales porque los caminos de sirga están al nivel del fondo del canal.
Viajando hacia el sur desde Kingswood Junction, el primer acueducto es el modesto acueducto de Yarningale que lleva el canal sobre un pequeño arroyo cerca de Preston Bagot, en Warwickshire. Este acueducto de hierro fundido fue construido en 1834 para reemplazar el puente original de madera, estructura que fue arrastrada por la corriente durante una crecida ese mismo año.
El segundo es el acueducto de Wootton Wawen, justo en las afueras de Wootton Wawen, donde el canal cruza la carretera principal A3400.
El tercero es el acueducto de Edstone (también conocido como Bearley) que con una longitud de 475 pies (144,8 m), es el más largo de Inglaterra. El acueducto cruza sobre una vía secundaria, perteneciente al Ferrocarril de Birmingham y del Norte de Warwickshire y también la plataforma del antiguo Ferrocarril de Alcester. Durante un tiempo existió una tubería situada en un costado del canal, que permitía obtener agua para rellenar los depósitos de las locomotoras de vapor.

## Historia
El Canal de Stratford-upon-Avon se concibió como parte de una red de canales que permitiría que el carbón del canal de Dudley y del canal de Stourbridge llegara a Oxford y Londres, sin tener que utilizar los canales de Birmingham, cuya gestión se consideraba abusiva. Se aprobó una Ley del Parlamento el 28 de marzo de 1793 que autorizaba la construcción de un canal desde un cruce con el canal de Worcester y Birmingham en Kings Norton hasta Stratford-upon-Avon. La Compañía del Canal estaba facultada para recaudar 120.000 libras esterlinas mediante la emisión de acciones y 60.000 libras esterlinas adicionales si fuera necesario. La ruta lo llevaría cerca del canal de Warwick y Birmingham en Lapworth, pero la ley no incluía ninguna disposición para una conexión directa con él o con el río Avon en Stratford. Se iniciaron negociaciones con la compañía del canal de Warwick y Birmingham, y el 19 de mayo de 1795 se obtuvo una segunda Ley para permitir la construcción de un enlace de conexión, a pesar de los términos bastante desfavorables impuestos al tráfico directo por la otra compañía.
Josiah Clowes fue empleado como ingeniero y la construcción se inició en noviembre de 1793, comenzando en el extremo de Kings Norton. También estaba trabajando en la extensión del canal de Dudley, y otros cuatro proyectos de canales al mismo tiempo, y fue el primer gran ingeniero de túneles. Murió en diciembre del año siguiente, pero el trabajo continuó hasta que la línea principal llegó a Hockley Heath en mayo de 1796, una milla (1,6 km) antes de la primera esclusa en Lapworth. En este punto cesó el trabajo de excavación por falta de dinero, ya que se había gastado todo el capital recaudado. La ampliación del canal de Dudley a través del túnel de Lappal se abrió a principios de 1798 y, con los progresos realizados en el canal de Warwick y Birmingham, la empresa obtuvo una tercera Ley del Parlamento el 21 de junio de 1799, que le permitió recaudar más dinero e incluyó una desvío de la ruta más hacia el este cerca de Lapworth, de modo que la longitud del enlace de conexión con el canal de Warwick y Birmingham fuera solo de 200 yardas (182,9 m). El trabajo se reinició en 1799 bajo la dirección de un nuevo ingeniero llamado Samuel Porter, ex asistente de Clowes. Continuó hasta Kingswood Junction, que se inauguró formalmente el 24 de mayo de 1802, después de lo cual se detuvieron de nuevo los trabajos.

### Sección sur
La construcción solo se reinició en 1812, bajo el liderazgo de William James de Stratford. James, que poseía acciones de la Compañía desde 1793, tenía un gran interés en las carreteras de peaje y los ferrocarriles, y tras una gira por el norte de Inglaterra entre 1802 y 1804, en la que investigó la operativa de los ferrocarriles y de los canales, amplió sus intereses comerciales para incluir la minería del carbón. Se  convirtió en presidente de la Compañía del Canal, y compró personalmente la compañía con los derechos para hacer navegable la parte superior del río Avon (la Upper Avon Navigation) en 1813. Quería crear una ruta entre el río Severn y las Midlands, por lo que la Compañía del Canal obtuvo una nueva Ley del Parlamento el 12 de mayo de 1815, que autorizó una conexión entre el canal y el Avon en Stratford, además de permitirles construir embalses en Earlswood. El canal llegó a Stratford en junio de 1816 y se hizo una conexión con el río Avon. El costo total del canal había sido de alrededor de 297.000 libras esterlinas.
Sin embargo, la sección sur del canal nunca recibió excesiva atención por parte de las ambiciones de James, ya que el Upper Avon resultó ser demasiado tortuoso y propenso a las inundaciones para ser una ruta fiable. Gastó unas 6.000 libras en mejorar las esclusas del Upper Avon en 1822, pero se excedió el presupuesto y las operaciones en el río se declararon en quiebra poco después. Durante un tiempo, la parte superior del río fue administrada por un sindicato de siete personas, todas relacionadas con el canal, y la Compañía del Canal lo arrendó desde 1842 por cinco años. El comercio era principalmente carbón, que se transportaba desde Stratford a Evesham.
El tráfico aumentó constantemente, aunque la compañía se resintió de que los peajes debían ser necesariamente bajos para compensar los costos impuestos a las mercancías que pasaban por Kingswood Junction hacia el canal de Warwick y Birmingham. En la sección sur, el carbón se llevaba a Stratford, desde donde se vendía, o se pasaba por Upper Avon o se cargaba en el Tranvía de Stratford y Moreton. Se pagaron modestos dividendos a los accionistas a partir de 1824, y el tráfico total transportado en 1838 fue de 181.708 toneladas, de las que se obtuvo un beneficio de 6.835 libras. En 1845, la compañía acordó vender el canal al Ferrocarril de Oxford, Worcester y Wolverhampton, que también estaba interesado en comprar el Tranvía de Stratford y Moreton. No fue hasta enero de 1856 cuando finalmente se completó la transacción, otro año antes de que la compañía ferroviaria se hiciera cargo del funcionamiento regular del canal. Otro cambio de propiedad se produjo en 1863, cuando la empresa ferroviaria fue absorbida por el Great Western Railway. El tráfico disminuyó gradualmente, pero la caída de los ingresos fue más rápida que la caída del tonelaje, ya que el ferrocarril se hizo con el transporte de las mercancías de larga distancia.

### Declive y restauración

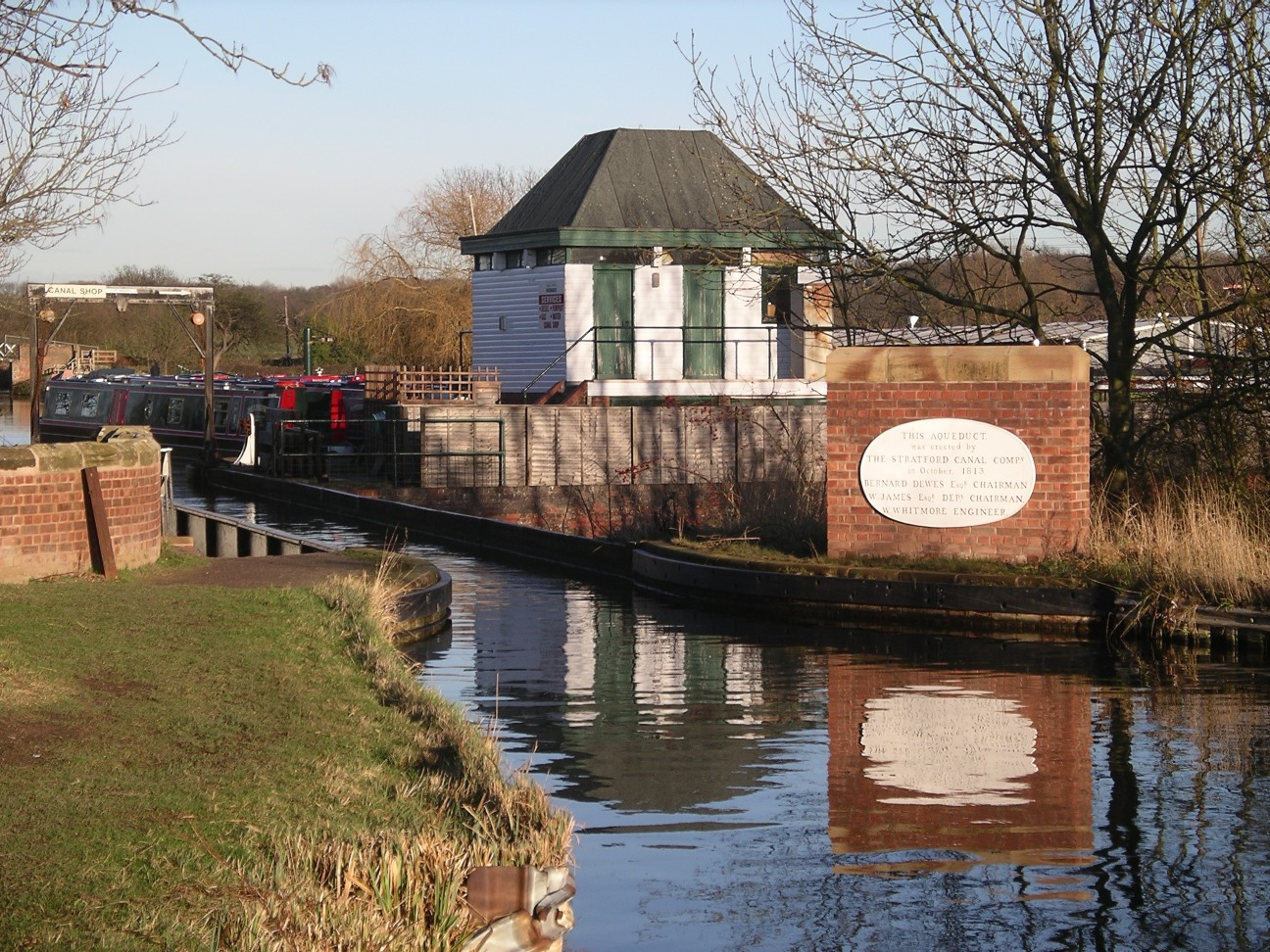
Acueducto de Wootton Wawen

A finales de la década de 1930, la sección sur estaba abandonada, aunque se mantuvo un suministro de agua, que el GWR utilizó para abastecer sus cocheras de locomotoras en Stratford. La sección norte nunca se cerró oficialmente, pero el tráfico prácticamente había cesado en 1939. Se bloqueó cuando el puente número 2, el puente levadizo de Tunnel Lane en Lifford, se deterioró y el GWR lo sustituyó por un puente fijo que dejó una altura insuficiente para que pasaran las embarcaciones.
Después de que Lord Methuen planteó el tema en la Cámara de los Lores en 1947, y se le aseguró que el puente "se levantaría en cualquier momento con la notificación de que se daría el paso previsto'', Tom Rolt de Inland Waterways Association (IWA) anunció que tenía la intención de pasar por debajo del puente el 20 de mayo de 1947. A pesar de las dificultades con el estado del canal y del hecho de que el bote de acompañamiento proporcionado por el GWR se atascó, se llegó al puente, cuyo tablero había sido alzado y descansaba sobre unas pesadas vigas de madera. Robert Aickman, otro de los fundadores de la AIT, había organizado la cobertura de prensa y la historia se publicó en los periódicos nacionales. Posteriormente se animó a los miembros de la AIT a utilizar la ruta. Eric de Mare repitió la singladura en 1948, usando como embarcación un pontón del ejército reconvertido. En esta ocasión, se utilizó un bote rompehielos tirado por caballos para crear un canal a través de la maleza, y al año siguiente, Peter Scott pidió que se instalara un puente levadizo. En 1950, el puente, que se conocía como Lifford Bridge o Lifford Lane Bridge, fue reemplazado por un puente giratorio. La sección norte del canal se salvó del abandono gracias a tales esfuerzos pioneros. Posteriormente, el puente se eliminó por completo.
En la década de 1950, la sección sur no era navegable por los barcos del canal, ya que varias de las esclusas no podían operarse y algunos de los cortos tramos entre las esclusas de Wilmcote estaban secos. Problemas con un puente también iniciaron el proceso de restauración de esta sección. El consejo del condado de Warwickshire buscó obtener el abandono legal del canal en 1958, ya que deseaban reemplazar el puente 59 en Wilmcote sin el sobrecosto necesario para respetar el espacio libre navegable. La Asociación de Vías Navegables Interiores y activistas locales organizaron una campaña contra el cierre. Dos canoeros, que habían utilizado el canal recientemente, presentaron un boleto de peaje fechado de su viaje, que se ofreció como prueba de que el canal no estaba en desuso. El 22 de mayo de 1959 se anunció que se conservaría el canal, y el 16 de octubre, la Comisión de Transporte Británica y el National Trust informaron de que habían acordado los términos de un contrato de arrendamiento, según el cual el National Trust sería responsable de la restauración y el mantenimiento de la sección sur del canal. La transferencia de la asignación tuvo lugar el 29 de septiembre de 1960 y el trabajo comenzó en marzo de 1961. Aunque la Comisión de Transporte contribuyó al costo, el National Trust recaudó la mayor parte de las 42.000 libras necesarias para volver a ponerlo en buen estado. El proyecto fue dirigido por David Hutchings, pionero en el uso de mano de obra voluntaria, que se usaría en muchas restauraciones posteriores, y los reclusos de la prisión de Winson Green (en Birmingham), el Ejército y la Rama de Construcción de Aeródromos de la RAF también brindaron asistencia. El canal era completamente navegable a mediados de 1964 y la reina madre Isabel Bowes-Lyon lo reabrió oficialmente el 11 de julio. Su restauración fue un punto de inflexión para el movimiento de vías fluviales en Gran Bretaña.
El National Trust pasó a cobrar una tarifa de peaje para la navegación privada. Diez años después de la reapertura, la reina madre realizó la misma ceremonia para el Upper Avon Navigation, que había estado abandonado durante más de un siglo, y el canal volvió a formar parte de una ruta de paso hacia el río Severn. En 1986, el National Trust indicó que deseaba devolver el control del canal al British Waterways Board y mantuvo conversaciones al respecto el 7 de octubre de 1986. El canal fue transferido el 1 de abril de 1988, autorizado por una orden del Secretario de Estado, que para facilitar la operación proporcionó 1,5 millones de libras escalonadamente durante cinco años, con el fin de que el canal se ajustara a los estándares de navegación.

## Puntos de interés

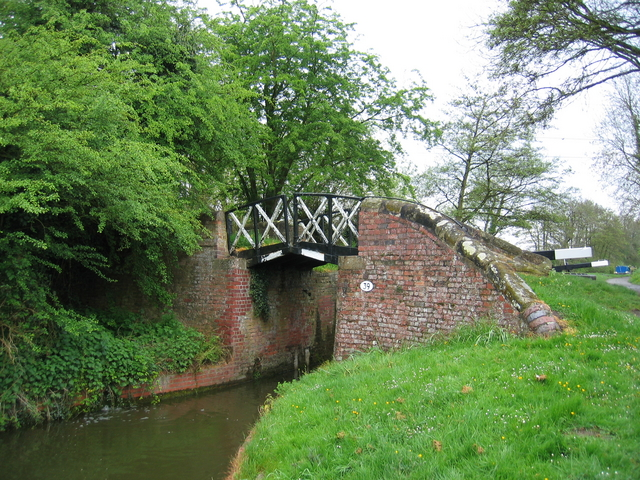
Un puente de camino de sirga atravesando el canal cerca de Turners Green. El camino de sirga corría al lado del puente, en lugar de debajo de él, y la cuerda de remolque se pasaba a través de una ranura

| Punto de interés                             | Coordenadas                             |
| -------------------------------------------- | --------------------------------------- |
| Unión con el Canal de Worcester y Birmingham | 52°24′44″N 1°55′20″O / 52.4123, -1.9223 |
| Túnel de Brandwood                           | 52°24′48″N 1°54′15″O / 52.4132, -1.9042 |
| Alimentador de los estanques de Earlswood    | 52°22′24″N 1°49′57″O / 52.3734, -1.8326 |
| Puente de la autopista M42                   | 52°21′45″N 1°48′16″O / 52.3626, -1.8044 |
| Esclusa de Lapworth 2                        | 52°20′32″N 1°45′34″O / 52.3422, -1.7595 |
| Unión en Kingswood con el Canal Grand Union  | 52°20′06″N 1°43′38″O / 52.3350, -1.7271 |
| Esclusa de Lapworth 27                       | 52°19′23″N 1°43′37″O / 52.3230, -1.7269 |
| Acueducto de Yarningale                      | 52°17′43″N 1°43′54″O / 52.2954, -1.7318 |
| Acueducto de Wootton Wawen                   | 52°15′53″N 1°46′09″O / 52.2647, -1.7693 |
| Acueducto de Edstone                         | 52°14′47″N 1°45′51″O / 52.2465, -1.7642 |
| Esclusa de Wilmcote 40                       | 52°12′57″N 1°45′07″O / 52.2158, -1.7519 |
| Esclusa de Wilmcote 50                       | 52°12′26″N 1°44′19″O / 52.2072, -1.7387 |
| Unión con el río Avon                        | 52°11′29″N 1°42′08″O / 52.1915, -1.7022 |